# 148-я истребительная авиационная дивизия ПВО
148-я истреби́тельная авиацио́нная диви́зия ПВО (148-я иад ПВО) — авиационное соединение ПВО Вооружённых Сил РККА, принимавшее участие в боевых действиях Великой Отечественной войны.

## История наименований
- 148-я истребительная авиационная дивизия ПВО
- 148-я истребительная авиационная дивизия
- Полевая почта 06810

## История и боевой путь дивизии
148-я истребительная авиационная дивизия ПВО сформирована 26 ноября 1941 года Приказом НКО СССР от 26.11.1941 г. В ноябре 1941 года в составе Череповецко-Вологодского дивизионного района ПВО Архангельского военного округа дивизия выполняла задачу прикрытия пунктов Череповец, Вологда, Кадуй, Бабаево, железнодорожных участков от станции Большой Двор до станции Лежа и от станции Няндома до станции Грязовец.
В составе действующей армии дивизия находилась с 1 декабря 1941 года по 9 мая 1945 года.
148-я истребительная авиационная дивизия ПВО была расформирована в сентябре 1947 года.

## Командиры дивизии
| Звание                  | Имя                           | Период                  | Примечание                            |
| ----------------------- | ----------------------------- | ----------------------- | ------------------------------------- |
| Подполковник            | Рыбкин Леонид Григорьевич     | 26.11.1941 — 29.04.1942 |                                       |
| Подполковник            | Фёдоров Иван Евграфович       | 30.04.1942 — 10.05.1942 |                                       |
| Генерал-майор авиации   | Король Степан Георгиевич      | 10.05.1942 — 06.03.1943 |                                       |
| Полковник               | Старостенков Иван Карпович    | 06.03.1943 — 10.01.1944 |                                       |
| Подполковник            | Веклич Владимир Александрович | 11.01.1944 — 11.03.1944 | заместитель командира, ВРИД командира |
| Подполковник, Полковник | Терешкин Александр Алексеевич | 12.03.1944 — 01.04.1948 |                                       |

## В составе объединений
| Дата            | Фронт (округ)               | Район (корпус ПВО, дивизия ПВО)               | Примечание |
| --------------- | --------------------------- | --------------------------------------------- | ---------- |
| 26.11.1941 года | ВВС ПВО страны              |                                               |            |
| 29.12.1941 года | Архангельский военный округ | Череповецко-Вологодский дивизионный район ПВО |            |
| 29.06.1943 года | Западный фронт ПВО          | Череповецко-Вологодский дивизионный район ПВО |            |
| 09.11.1943 года | Западный фронт ПВО          | Киевский корпусной район ПВО                  |            |
| 01.01.1944 года | Западный фронт ПВО          | Курский корпусной район ПВО                   |            |
| 01.03.1944 года | Западный фронт ПВО          | Львовский корпусной район ПВО                 |            |
| 21.04.1944 года | Северный фронт ПВО          | 4-й корпус ПВО                                |            |
| 01.07.1944 года | Северный фронт ПВО          | 83-я дивизия ПВО                              |            |
| 01.09.1944 года | Северный фронт ПВО          | 14-й корпус ПВО                               |            |
| 24.12.1944 года | Западный фронт ПВО          | 14-й корпус ПВО                               |            |
| 01.02.1945 года | Западный фронт ПВО          | 84-я дивизия ПВО                              |            |
| 01.04.1945 года | Западный фронт ПВО          | 5-й корпус ПВО                                |            |
| 09.05.1945 года | Западный фронт ПВО          | 5-й корпус ПВО                                |            |
| 10.06.1945 года | Западный округ ПВО          | 20-я воздушная истребительная армия ПВО       |            |
| 14.07.1946 года | Юго-Западный округ ПВО      | 21-я воздушная истребительная армия ПВО       |            |

## Части и отдельные подразделения дивизии
За весь период своего существования боевой состав дивизии претерпевал изменения, в различное время в её состав входили полки:
| Период                  | Наименование                                          | Примечание                          |
| ----------------------- | ----------------------------------------------------- | ----------------------------------- |
| 01.01.1944 — 18.06.1946 | 148-й гвардейский истребительный авиационный полк ПВО | передан в состав 106-й иад ПВО      |
| 28.12.1943 — 22.02.1944 | 234-й истребительный авиационный полк ПВО             | возвращён в состав 9-го иак ПВО     |
| 26.11.1941 — 09.01.1942 | 283-й истребительный авиационный полк ПВО             | переименован в 740-й иап ПВО        |
| 30.07.1944 — 03.11.1944 | 383-й истребительный авиационный полк ПВО             | передан в состав 144-й иад ПВО      |
| 17.05.1944 — 01.11.1944 | 439-й истребительный авиационный полк ПВО             | передан в состав 144-й иад ПВО      |
| 01.12.1941 — 10.06.1942 | 731-й истребительный авиационный полк ПВО             | передан в состав 147-й иад ПВО      |
| 09.01.1942 — 18.11.1943 | 740-й истребительный авиационный полк ПВО             | передан в состав 120-й иад ПВО      |
| 14.02.1945 — 15.08.1946 | 785-й истребительный авиационный полк ПВО             | передан в состав 120-й иад ПВО      |
| 01.12.1943 — 29.02.1944 | 894-й истребительный авиационный полк ПВО             | возвращён в состав 9-го иак ПВО     |
| 01.01.1944 — 01.08.1947 | 907-й истребительный авиационный полк ПВО             | передан в состав Бакинского иак ПВО |
| 10.07.1942 — 05.11.1943 | 964-й истребительный авиационный полк ПВО             | передан в состав 147-й иад ПВО      |
| 08.09.1944 — 22.02.1946 | 1006-й истребительный авиационный полк ПВО            | расформирован в 148-й иад ПВО       |
| 15.12.1943 — 15.02.1944 | 1007-й истребительный авиационный полк ПВО            | передан в состав 9-го иак ПВО       |

## Боевой состав на 9 мая 1945 года
| Наименование                                          | Примечание                                        |
| ----------------------------------------------------- | ------------------------------------------------- |
| 148-й гвардейский истребительный авиационный полк ПВО | Ландсберг-на-Варте (Гожув-Велькопольский), Польша |
| 785-й истребительный авиационный полк ПВО             | Ландсберг-на-Варте (Гожув-Велькопольский), Польша |
| 907-й истребительный авиационный полк ПВО             | Ландсберг-на-Варте (Гожув-Велькопольский), Польша |
| 1006-й истребительный авиационный полк ПВО            | Ландсберг-на-Варте (Гожув-Велькопольский), Польша |

## Участие в операциях и битвах
- Противовоздушная оборона Архангельского военного округа
- Противовоздушная оборона Белорусско-литовского военного округа
- Противовоздушная оборона Киевского военного округа
- Противовоздушная оборона 1-го Белорусского фронта

## Награды
148-й гвардейский истребительный авиационный полк за образцовое выполнение боевых заданий командования на фронте борьбы с немецкими захватчиками и проявленные при этом доблесть и мужество Указом Президиума Верховного Совета СССР от 1 июля 1944 года награждён орденом «Боевого Красного Знамени».

## Отличившиеся воины дивизии
- Годовиков Алексей Николаевич, политрук, комиссар эскадрильи 740-го истребительного авиационного полка 148-й истребительной авиационной дивизии ПВО Вологодско-Череповецкого дивизионного района ПВО 4 марта 1942 года удостоен звания Герой Советского Союза. Посмертно.
- Иванов Виктор Павлович, капитан, командир эскадрильи 148-го гвардейского истребительного авиационного полка 148-й истребительной авиационной дивизии ПВО 22 августа 1944 года удостоен звания Герой Советского Союза. Золотая Звезда № 4102.
- Иванов Степан Гаврилович, майор, заместитель командира 148-го гвардейского истребительного авиационного полка 148-й истребительной авиационной дивизии ПВО 22 августа 1944 года удостоен звания Герой Советского Союза. Золотая Звезда № 4053.
- Морозов Николай Николаевич, старший лейтенант, командир эскадрильи 731-го истребительного авиационного полка 148-й истребительной авиационной дивизии Вологодско-Череповецкого дивизионного района ПВО 4 марта 1942 года удостоен звания Герой Советского Союза. Золотая Звезда № 669.
- Поляков Иван Матвеевич, старший лейтенант, командир звена 907-го истребительного авиационного полка особого назначения 148-й истребительной авиационной дивизии ПВО 18 ноября 1944 года удостоен звания Герой Советского Союза посмертно.
- Трофимов Евгений Фёдорович, капитан, помощник штурмана 148-го гвардейского истребительного авиационного полка 148-й истребительной авиационной дивизии ПВО 22 августа 1944 года удостоен звания Герой Советского Союза. Золотая Звезда № 4059.
- Часнык Николай Леонтьевич, старший лейтенант, заместитель командира эскадрильи 148-го гвардейского истребительного авиационного полка 148-й истребительной авиационной дивизии ПВО 22 августа 1944 года удостоен звания Герой Советского Союза. Золотая Звезда № 8010.

## Базирование
| Период            | Место базирования                                 |
| ----------------- | ------------------------------------------------- |
| 04.1945 — 07.1946 | Ландсберг-на-Варте (Гожув-Велькопольский), Польша |
| 07.1946 — 09.1947 | Овруч, Житомирская область                        |